# Cannondale
Cannondale er en amerikansk producent af cykler og relateret udstyr. Selskabet blev grundlagt i 1971, og ejes af det canadiske konglomerat Dorel Industries.
Cannondale har siden 2015 sponseret det professionelle cykelhold Cannondale-Drapac.